# Arianna Fidanza
Arianna Fidanza (Bergamo, 6 gennaio 1995) è una ciclista su strada e pistard italiana che corre per il team Laboral Kutxa-Fundación Euskadi. Già campionessa del mondo Juniores di corsa a punti nel 2013, è attiva come Elite UCI dal 2014.

## Carriera

### Gli esordi e le vittorie da Junior
Nata a Bergamo nel 1995, è figlia di Giovanni Fidanza, anche lui ciclista, professionista dal 1988 al 1997, e sorella di Martina, Elite dal 2018 e attiva soprattutto su pista. Inizia ad andare in bici all'età di sei anni.
Nella categoria Juniores prende parte a due Europei su strada, Goes 2012 e Olomouc 2013, piazzandosi rispettivamente quarantacinquesima e sesta nella gara in linea. Nel 2013, inoltre, arriva quarantesima alla gara in linea Juniores ai Mondiali in Toscana e diventa campionessa italiana di categoria nella cronometro individuale.
Contemporaneamente, su pista, diventa campionessa europea Juniores nella corsa a punti ad Anadia 2012 (dove è anche bronzo nell'inseguimento a squadre con Ana Covrig e Michela Maltese) e nell'inseguimento a squadre ad Anadia 2013 (dove è anche nona nella corsa a punti e ottava nell'omnium) insieme a Michela Maltese, Francesca Pattaro e Maria Vittoria Sperotto; è inoltre campionessa mondiale Juniores nella corsa a punti a Glasgow 2013 (dove è quarta nell'inseguimento a squadre). Nel 2012 e 2013 è infine campionessa italiana di categoria nella corsa a punti e nell'inseguimento a squadre (nel primo anno con Michela Maltese e Ilaria Sanguineti, nel secondo insieme a Claudia Cretti e Angela Maffeis), e nel 2013 anche nell'omnium e nello scratch. Al termine della stessa stagione 2013 è premiata come miglior donna Juniores agli Oscar TuttoBici.

### 2014-2017: le stagioni con Faren, Alè e Astana
Esordisce tra le Elite a diciannove anni, nel 2014, con le messicane della Estado de México-Faren Kuota. In stagione corre alcune gare di Coppa del mondo, tra cui il Giro delle Fiandre (in cui si ritira) e la cronometro a squadre dell'Open de Suède Vårgårda, in cui conclude sesta; è inoltre ventottesima nella gara in linea Under-23 agli Europei di Nyon. Agli Europei Under-23 su pista di Anadia arriva invece undicesima nell'omnium e sedicesima nello scratch. Nel 2015 si trasferisce all'Alé Cipollini, dove trova il padre come direttore sportivo; in stagione vince il Memorial Diego e Stefano Trovò e il Trofeo Oro in Euro, gare open non UCI; partecipa inoltre, ritirandosi, alla gara in linea Under-23 degli Europei di Tartu e conclude trentacinquesima la gara in linea dei Giochi europei di Baku. Agli Europei Under-23 su pista di Atene chiude invece diciottesima nella corsa a punti e nona nello scratch.
Nel 2016 passa all'Astana, con cui si impone in una tappa al Tour of Zhoushan Island in Cina e di nuovo al Memorial Diego e Stefano Trovò, e con cui conclude terza al Gran Premio della Liberazione PINK; in stagione è inoltre ai blocchi di partenza del Giro d'Italia, che non porta però a termine, ritirandosi prima della quinta tappa. Per quanto concerne l'attività su pista, agli Europei Under-23 di Montichiari conclude settima nella corsa a punti. Nel 2017 si piazza terza al Grand Prix Cham-Hagendorn in Svizzera, porta inoltre a conclusione il Giro d'Italia, piazzandosi centotreesima. Con la maglia della Nazionale è inoltre cinquantanovesima nella gara in linea Under-23 agli Europei di Herning, ultima presenza nelle nazionali giovanili.

### 2018-2022: gli anni con Eurotarget, Lotto e BikeExchange

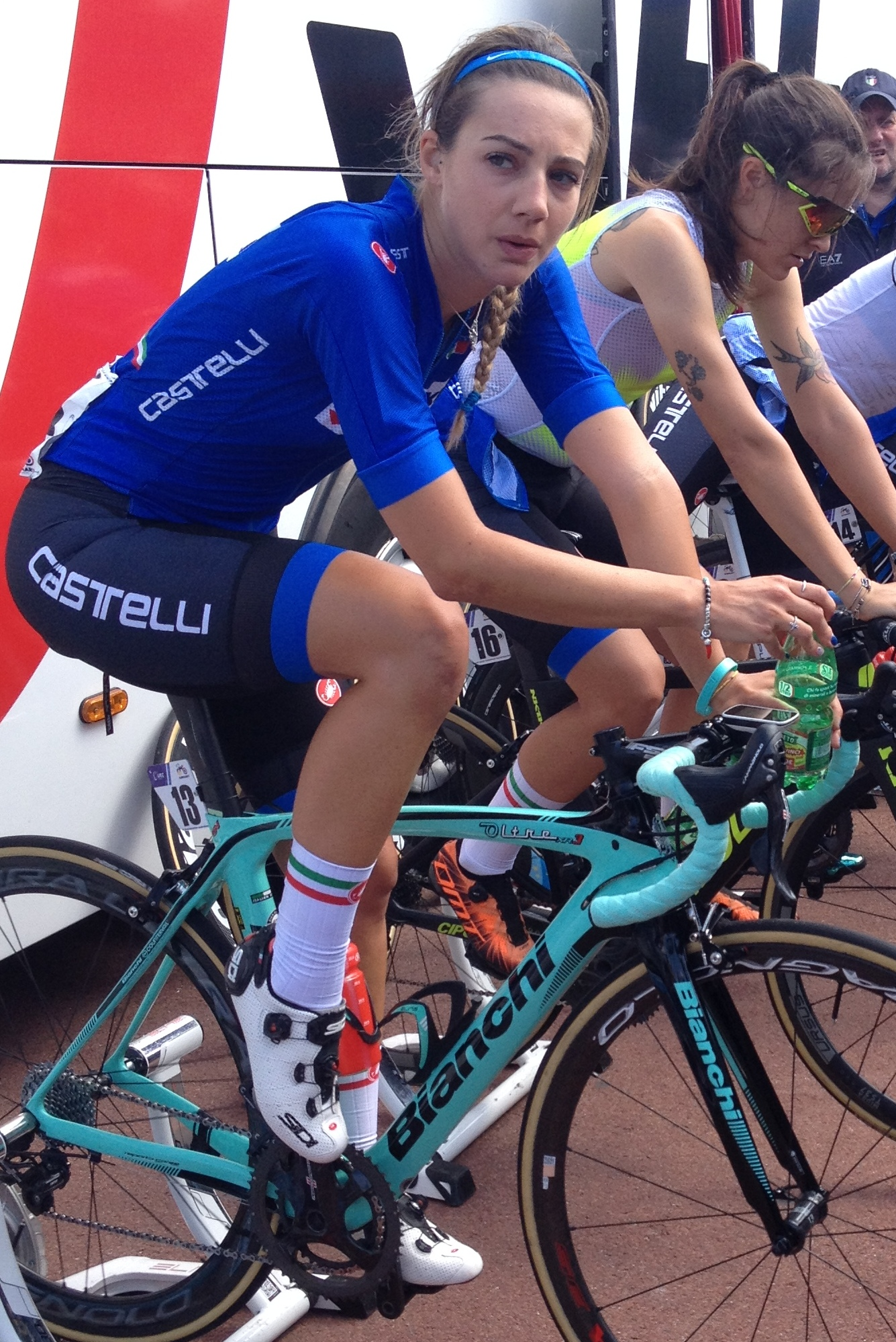
Fidanza agli Europei di Alkmaar 2019

Diretta, nell'ultimo anno con l'Astana, dal padre Giovanni, lo ritrova come direttore sportivo nel 2018 all'Eurotarget-Bianchi-Vittoria, squadra con cui partecipa a due Giri, portandoli entrambi a termine (centoduesima nel 2018 e sessantacinquesima nell'edizione successiva), e con cui trova un'altra vittoria in Cina, nella prima edizione del Tour of Taiyuan, nel 2019, imponendosi poi anche nel Memorial Mario Buzzichelli. Nello stesso 2019 arriva in Nazionale maggiore, chiudendo quarantaseiesima nella gara in linea Elite agli Europei di Alkmaar.
Trasferitasi tra le file del team belga Lotto-Soudal per il 2020, in una stagione "compressa" dalla pandemia di COVID-19 conclude sesta al Grand Prix de Plouay collezionando poi due ritiri al Giro d'Italia e alla Liegi-Bastogne-Liegi; conclude quindi per la prima volta il Giro delle Fiandre, in ventiseiesima posizione, ed è infine sesta nella prova in linea dei tricolori 2020 a Breganze.
L'esperienza alla Lotto dura solo una stagione, per il 2021 infatti firma un biennale con il WorldTeam BikeExchange. Con la maglia della formazione australiana coglie nel 2021 due podi di tappa alla Setmana Ciclista Valenciana e il quarto posto alla Dwars door de Westhoek; nella stagione seguente è invece quinta al Grand Prix Oetingen, dodicesima alla Gand-Wevelgem, quarta nella prima tappa del Women's Tour e quinta nella cronometro dei tricolori 2022 a San Giovanni al Natisone. Sempre nel 2022 ritrova l'azzurro, da Elite, partecipando ai Giochi del Mediterraneo, ai campionati europei e alla cronometro dei camopionati del mondo a Wollongong.

### Dal 2023: Ceratizit-WNT
Nel 2023 raggiunge la sorella Martina tra le file della formazione tedesca Ceratizit-WNT; con la nuova maglia centra la vittoria nella prima gara stagionale, la Women Cycling Pro Costa de Almería, prova di classe 1.1, tornando al successo dopo quattro anni.

## Palmarès

### Strada
- 2013 (juniores)

Campionati italiani, Cronometro Juniores
- 2015 (Alé, due vittorie)

Memorial Diego e Stefano Trovò
Trofeo Oro in Euro
- 2016 (Astana, due vittorie)

Memorial Diego e Stefano Trovò
5ª tappa Tour of Zhoushan Island (Zhoushan > Zhoushan)
- 2019 (Eurotarget, due vittorie)

Memorial Mario Buzzichelli
Tour of Taiyuan
- 2023 (Ceratizit-WNT, una vittoria)

Women Cycling Pro Costa de Almería

### Pista
- 2012 (juniores)

Campionati italiani, Inseguimento a squadre Juniores (con Michela Maltese e Ilaria Sanguineti)
Campionati italiani, A punti Juniores
Campionati europei, A punti Juniores
- 2013 (juniores)

Campionati italiani, Inseguimento a squadre Juniores (con Angela Maffeis e Claudia Cretti)
Campionati italiani, A punti Juniores
Campionati italiani, Omnium Juniores
Campionati italiani, Scratch Juniores
Campionati europei, Inseguimento a squadre Juniores (con Francesca Pattaro, Michela Maltese e Maria Vittoria Sperotto)
Campionati mondiali, Corsa a punti Juniores

## Piazzamenti

### Grandi Giri
- Giro d'Italia

2016: non partita (5ª tappa)
2017: 103ª
2018: 102ª
2019: 65ª
2020: ritirata (3ª tappa)
2024: 82ª
- Tour de France

2023: 98ª
- Vuelta a España

2025: non partita (7ª tappa)

### Classiche monumento
- Milano-Sanremo

2025: 43ª
- Giro delle Fiandre

2014: ritirata
2017: ritirata
2020: 26ª
2021: 110ª
2022: 83ª
2023: 65ª
2024: 68ª
- Parigi-Roubaix

2023: 43ª
2024: ritirata
- Liegi-Bastogne-Liegi

2020: ritirata

### Competizioni mondiali
- Campionati del mondo su strada

Toscana 2013 - In linea Junior: 40ª
Wollongong 2022 - Cronometro Elite: 23ª
- Campionati del mondo su pista

Glasgow 2013 - Inseguimento a squadre Juniores: 4ª
Glasgow 2013 - Corsa a punti Juniores: vincitrice

### Competizioni continentali
- Campionati europei su strada

Goes 2012 - In linea Junior: 45ª
Olomouc 2013 - In linea Junior: 6ª
Nyon 2014 - In linea Under-23: 28ª
Tartu 2015 - In linea Under-23: ritirata
Herning 2017 - In linea Under-23: 59ª
Alkmaar 2019 - In linea Elite: 46ª
Monaco di Baviera 2022 - Cronometro Elite: 21ª
Monaco di Baviera 2022 - In linea Elite: 51ª
- Campionati europei su pista

Anadia 2012 - Inseguimento a squadre Juniores: 3ª
Anadia 2012 - Corsa a punti Juniores: vincitrice
Anadia 2013 - Inseg. a squadre Juniores: vincitrice
Anadia 2013 - Corsa a punti Juniores: 9ª
Anadia 2013 - Omnium Juniores: 8ª
Anadia 2014 - Omnium Under-23: 11ª
Anadia 2014 - Scratch Under-23: 16ª
Atene 2015 - Corsa a punti Under-23: 18ª
Atene 2015 - Scratch Under-23: 9ª
Montichiari 2016 - Corsa a punti Under-23: 7ª
- Giochi europei

Baku 2015 - In linea: 35ª